# Blakstadsfors-Sätered
Blakstadsfors-Sätered är en tidigare småort i Arvika kommun, som omfattar två sammanvuxna byar, Blakastadsfors och Sätered, i Gunnarskogs distrikt (Gunnarskogs socken), vid och norr om Vårforsens utlopp i Bjälvern, en dryg mil norr om Arvika. 2015 hade SCB ändrat metoden för att ta fram småortsstatistik och småorten upplöstes därför.